# Predrag Nikolić
Pour les articles homonymes, voir Nikolic.
Predrag Nikolić est un grand maître international d'échecs bosnien né le 11 septembre 1960 à Bosanski Šamac (Yougoslavie, aujourd'hui Bosnie-Herzégovine).

## Biographie et carrière

### Champion de Yougoslavie (1980 et 1984)
Nikolic a concouru pour la première fois au championnat de Yougoslavie en 1979, partageant la 2e place. L'année suivante et en 1984, il remporte le titre de champion de Yougoslavie. Il obtient les titres de maître international et de grand maître international en 1980 et 1983 respectivement. Ce dernier titre est obtenu grâce à ses résultats de 1982 à Sarajevo (3e) et à Sotchi (2e après Mikhail Tal).

### Tournois internationaux
Il remporte le tournoi de Sarajevo en 1983, celui de Novi Sad en 1984 et Reykjavik deux ans plus tard. En 1986, il est partage la 2e place avec Nigel Short au tournoi de Wijk aan Zee. Il gagne à nouveau à Sarajevo en 1987.
En 1989, il remporte le tournoi de Wijk aan Zee (avec Viswanathan Anand, Zoltan Ribli et Gyula Sax) ainsi que le Mémorial Milan Vidmar à Portorož et Ljubljana.
Il remporte l'open de Reykjavik en 1986 et 1996. En 1991, il remporte à nouveau le mémorial Milan Vidmar (disputé cette année-là à Bled).

### Candidat au championnat du monde (1991)
Â l'interzonal de Zagreb en 1985, manquant de se qualifier pour le tournoi des candidats, il finit quatrième derrière Viktor Kortchnoï, Jaan Ehlvest et Yasser Seirawan.
Au tournoi interzonal de 1990 à Manille, il est 4e ex aequo, mais se qualifie pour le tournoi des candidats de l'année suivante. Il y est éliminé au départage en parties rapides face à Boris Guelfand, après avoir fait jeu égal (4-4) dans les parties à cadence de tournoi.
Il remporte ensuite un match à São Paulo contre Henrique Mecking 3,5-2,5.
La guerre civile éclate dans son pays natal tandis qu'il dispute le tournoi de Buenos Aires en 1992 (il finit 2e)).
En 1993, il ne marque que 4 points sur 13 au tournoi interzonal de Bienne et 6,5 points sur 11 au tournoi de qualification PCA à Groningue.

### Champion des Pays-Bas
Pendant un temps il séjourne aux Pays-Bas, avec son compatriote Ivan Sokolov. Il remporte un deuxième titre à Wijk aan Zee 1994. Au championnat des Pays-Bas, il est 1er en 1997, ex aequo avec Jan Timman, mais vainqueur du match de départage, puis à nouveau champion des Pays-Bas en 1999.

### Vice-champion d'Europe (2004)
En 2004, il termine le championnat d'Europe d'échecs individuel 1er ex aequo avec Vasily Ivanchuk à Antalya, mais est dominé dans le match de départage pour le titre.

### Champion de Bosnie-Herzégovine (2007)
En 2007, il remporte le championnat de Bosnie-Herzégovine devant Borki Predojević. En 2013, il remporte le tournoi de Sarajevo pour la troisième fois.
Il vit à présent à nouveau en Bosnie-Herzégovine, un des États de l'ancienne Yougoslavie.

### Résultats aux tournois à éliminations directe
| Année | Lieu                             | Résultat                            | Ultime adversaire  | Adversaires battus                              |
| ----- | -------------------------------- | ----------------------------------- | ------------------ | ----------------------------------------------- |
| 1997  | Groningue (championnat du monde) | deuxième tour                       | Viswanathan Anand  |                                                 |
| 2001  | Moscou (championnat du monde)    | quatrième tour (huitième de finale) | Joël Lautier       | Shukhrat Safin, Rustem Dautov, Ashot Anastasian |
| 2004  | Tripoli (championnat du monde)   | premier tour                        | Péter Ács          |                                                 |
| 2005  | Khanty-Mansiïsk (coupe du monde) | deuxième tour                       | Vladimir Malakhov  | David Navara                                    |
| 2007  | Khanty-Mansiïsk (coupe du monde) | deuxième tour                       | Alexander Onischuk | Artiom Iline                                    |

### Champion du monde senior
Predrag Nikolić remporte le championnat du monde d'échecs senior (plus de 50 ans) en 2013.

## Compétitions par équipe
Entre 1980 et 2002, et à l'exception de 1982, il est un membre permanent de l'équipe yougoslave, puis bosniaque aux olympiades d'échecs, remportant des médailles d'or, d'argent et de bronze par équipe. Il participe aussi régulièrement  au championnat d'Europe par équipe, et prend la médaille d'argent par équipe et l'or à l'échiquier.
Il a joué pendant de nombreuses années au championnat intercercles d'Allemagne pour le club SG Alekhine Solingen. Au début de la saison 2006-2007, il est leur joueur le mieux classé et au 2e échiquier derrière Arthur Youssoupov.

## Une partie
Nikolić-Illescas Córdoba, Barcelone, 1989,
1. d4 d5 2. c4 e6 3. Cf3 c5 4. cxd5 exd5 5. Fg5 Fe7 6. Fxe7 Cxe7 7. dxc5 Ca6 8. Dd4 0-0 9. e3 Cc6 10. Dc3 Fg4 11. Cd4 Cab4 12. Ca3 Te8 13. Fb5 Dg5 14. Fxc6 Cxc6 15. Cac2 Te4 16. h3! Cxd4 17. Cxd4 Fd7 18. 0-0-0 Dxg2 19. f3! Te5 20. f4 Te4 21. Thg1 Dxh3 22. Txg7+!! Rf8 23. Tdg1 Tc8 24. c6! Txc6 25. Cxc6 Fxc6 26. Df6! 1-0.